# Agaminae
Agaminae – podrodzina zauropsydów z rodziny agamowatych (Agamidae).

## Zasięg występowania
Podrodzina obejmuje gatunki występujące w Afryce i Eurazji.

## Podział systematyczny
Do podrodziny należą następujące rodzaje:
- Acanthocercus Fitzinger, 1843
- Agama Daudin, 1802
- Bufoniceps Arnold, 1992 – jedynym przedstawicielem jest Bufoniceps laungwalaensis (Sharma, 1978)
- Laudakia J.E. Gray, 1845
- Paralaudakia Baig, Wagner, Ananjeva & Böhme, 2012
- Phrynocephalus Kaup, 1825
- Pseudotrapelus Fitzinger, 1843
- Trapelus Cuvier, 1817
- Xenagama Boulenger, 1895